# 川口和久
川口 和久（かわぐち かずひさ、1959年7月8日 - ）は、鳥取県鳥取市出身の元プロ野球選手（投手）・コーチ、解説者、タレント。愛称は「カワ」、「グッチ」

## 経歴

### アマチュア時代
実家は鳥取の吉岡温泉で旅館と食堂を経営していた家庭で、男ばかりの三兄弟の末子として生まれる。兄たちの影響もあって早くから野球を始め、湖南小学校4年生で少年野球チームに入った。当初は一塁手であったが6年生で投手になり、湖南中学校では市大会で優勝する原動力となった。味方が失策をしても怒らずに慰めるなど、冷静な投手であったという。
速球派投手として注目され県内の各高校野球部から誘いを受けたが、1975年に鳥取城北高校へ進学。1年次の同年秋には鳥取県大会で3位に入って明治神宮野球大会に出場し、1回戦で関東代表の作新学院に1-3で敗れた。これをきっかけに県外遠征も増え、2年次の1976年には春季中国大会では黒田真二を擁して同年の春の選抜で優勝した崇徳高を8回まで1失点に抑える好投を見せ、1-2で敗れはしたもののプロのスカウトから注目を集めるようになった。
同年夏の鳥取大会では優勝候補と見られていたが四球を連発して2回戦で敗れ、大きなショックを受けて野球に対する考え方が厳しくなったという。3年次の1977年になると松本正志や田辺繁文と共に、高校左腕三羽ガラスという高い評価を受けていた。NPBの10球団から獲得を打診されたほか、先述の中国大会での川口の投球がロッテの金田正一監督の目に留まり、川口の所に直接金田から「どうだ、ロッテに来ないか? 俺はお前の左投げが好きなんだよ。（金田自身が着けていた）背番号34も用意するし、（ロッテのドラフト1位選手と同待遇の）契約金も3000万円は用意するから、ロッテに来い」と電話が来るほど金田は川口の獲得に熱心だった。そんな金田の熱意に反し、当時『プロ野球ニュース』でロッテといえば金田流の「とにかく走って走って走りまくる」練習映像ばかりが流れていたイメージが川口にはあったので、「こんな（走る練習ばかりの）チームには行きたくねぇな…」とロッテ入りを嫌がり、「金田さん、出来たら社会人野球からロッテに入れさせて下さい。高校からの指名は無しでお願いします」と金田に断りの電話を入れた。これで高卒後のロッテ入りの可能性は無くなったと思われたが、1977年のドラフトで断りを入れたはずのロッテから6位指名を受けた。そして金田から再び電話があり、「（入団するかどうかは別として）とりあえず6位で指名しといたから。気が変わったら（ロッテに）入って来い、契約金等は一位の時と一緒だから」と言われたという。周囲からは入団を勧める声もあったが、結局ロッテ入りは破談となった。
高校卒業後の1978年、野球部の監督と同じ鳥取西高のOBが監督と部長を務めるデュプロに入社。川口自身は鳥取城北の先輩が在籍していた三菱自動車京都に入社したかったが、高校の監督の先輩であるデュプロの監督に任せれば全部ちゃんとやってくれるから行きなさいと、半強制的にデュプロに決められたという。また、当時のプロ野球はどの球団も今ほど育成システムがしっかりしておらず、高卒から即プロ入りした選手で大成しないままクビになる選手が統計的にもとても多かったので、（高校から即プロではなく）社会人野球を選んだとも川口は語っている。なお、当時のロッテからは契約金3500万円（ドラフト1位選手以上の評価）を提示されていたという。
当時のデュプロは自社のグラウンドがないなど環境は厳しく、平日は朝9時から夕方まで自動車を運転して営業の業務を行ない、野球の練習は夜の2時間半だけで、川口曰く、営業8割・練習2割であった。1年目は住友金属に補強されて都市対抗野球では準々決勝でリードされた最後僅かに登板。この時、チームのエースであった森繁和と都市対抗の期間中である約1ヶ月間を同じ部屋で過ごし、とても可愛がってもらったという。
2年目の1979年には初先発の松下電器戦でバスターの構えから本塁打を打たれて自信をなくし、高校時代に膝を痛めていたのに走り込みを強要されそうになったこともあり、一時は退部を真剣に検討したが、翌年までプロ入りできないためもう1年続けることを決めたという。この頃、帰郷した際に馴染みのスポーツ用品店を訪れたところ、店主が広島東洋カープの小林正之コーチと大学でチームメイトであったことから球団に推薦してもらい、ドラフト解禁となる翌年にはドラフト外でも獲得してもらえるよう話が進んだという。その後は地方大会などで好投して注目を集めたが、広島入りを希望しているという噂を聞いて視察したスカウトの木庭教から高い評価を受け、「ドラフト外で獲るので、注目を避けるため故障という事にして1年間投げないでほしい」と頼まれた。大洋の別当薫監督が来た時も痛みをアピールし、これによって故障を信じる関係者が増えたという。
当時のデュプロの社長は元海軍軍人で野球が大好きな鬼社長で、試合に負けたら烈火の如く怒り、野球部全員を一列に並ばせてケツバットを浴びせた。どこも痛いところはないのに嘘を付き通すのは気が引けたが1980年のドラフト会議で原辰徳を抽選で外した広島から1位指名を受け、契約金と年俸それぞれ3300万円、360万円（いずれも推定）で入団契約を結んだ。契約金に関してはのちに本人がテレビ番組出演時に3500万円でサインしたと明かしている。
先の事情から、親にも会社にも広島からドラフト外で獲られることは話してなく、マスコミも指名されるとは知らなかった。外れとはいえ、ドラフト1位の指名に、「お宅の社員に川口さんという人はいますか!」と、当時デュプロ本社から50メートルの所にあった読売テレビが問い合わせしてきて、すぐにデュプロ本社にテレビクルーが押しかけて来た。指名されたときは、職場で売り上げのグラフを書いていたという。その後貴賓室で急遽記者会見が行われ、作業服にデュプロのジャンパーを着た川口の姿が全国放送に映し出された。先が細い作業服にトンボ眼鏡の川口の出で立ちにカープファンからも「どこの馬の骨じゃ」と訝しがった。デュプロ初のドラフト1位指名に社長も大喜びかと思いきや、「結婚の時にはお宅の娘さんを下さいと親に挨拶をするのが常識。ドラフト指名するなら普通会社に挨拶ぐらいするだろう。広島というのはどうしょうもないチームだ。突然来て、指名できるのはキャバレーだけだ!お前はプロにはやらん!」と記者会見で捲し立てた。スカウトの木庭が会社に挨拶に行った際も、このキャバレー理論で即座に追い返されたが、野球大好きな社長は内心は喜んでいて、若干揉めたが無事広島に入団した。

### プロ野球選手時代
現役時代はセントラル・リーグで一貫してプレー。日本プロ野球に於いて、外国人選手でも珍しい左投げのスイッチヒッターであった。高校までは右で打っていたが、利き腕の左肩にデッドボールを受けて当時の監督に左打者に矯正させられ、プロでも最初は左で打っていた。しかし、1994年の対ヤクルト戦で、石井一久の投げたボールが頭を目掛けて来て、避けるためにひっくり返った拍子に頭を地面に強く打ち、脳震盪を起こした。それ以来、左投手の時には右打席に立つようになった。実際、年に1回は猛打賞を記録し、左右共に安打を打ち、現役18年間の打撃成績は797打数128安打、3本塁打である。

#### 広島時代
プロ1年目の1981年はオープン戦から落ち着いたマウンドさばきを監督の古葉竹識に評価されていた。すぐに一軍に登録され自信を持っていたが、初登板となった4月10日の対中日戦で左打者相手に起用されながら二塁打を打たれ、二軍で調整したいと志願した。これは却下されたが、6月頃にはキャッチボールを見ていた山本浩二に投球フォームのクセから全ての球種をあっという間に看破され、恐怖を感じたという。同月の対阪神戦で投手の山本和行に満塁本塁打を打たれて二軍落ちし、大下剛史や大石清によって徹底的に走らされた。ナゴヤ球場でのジュニアオールスターゲームにはオールウェスタンの一員として出場。
一方で厳しい練習を乗り越えた事で自信がつき、入団2年目の1982年は7月8日に一軍に昇格し、10日の対巨人戦登板中にギックリ腰を発症した福士敬章に代わって15日の対大洋戦の先発を任され、この試合でプロ初勝利を挙げた。9月2日の対中日戦では4安打完封で初完投勝利を達成するなど、同年は15試合に登板して4勝を記録し、防御率は1.94となっている。同年オフは前年に続きアメリカの教育リーグに参加した。
3年目の1983年春、臨時コーチで招かれた長谷川良平から、コントロールを意識したノーワインドアップ投法ではなく、入団時のワインドアップ投法に戻すように指示されたことが転機となり、先発ローテーション投手として一軍に定着。この時長谷川からは、「ノーワインドアップだと上体に頼り過ぎ、肩・肘を痛める。制球難は気にせず荒れ球は味方にすればよい」と助言されたという。6月には初の月間MVPを受賞している。オールスターゲームに初出場を果たし、登板した第2戦では門田博光から三振を奪ったものの落合博満に本塁打を打たれている。ペナントレース終盤まで巨人を追うチームにあって9月3日の直接対決では188球を投げて完投勝利を挙げ、中3日の登板となった9月21日の対大洋戦でも完投勝利を挙げた。同年はリーグ最多の32試合に先発登板し、初めて規定投球回（リーグ3位、防御率2.92）に達し、15勝10敗を記録した。
1984年はそれまでの速球とカーブだけのコンビネーションが通用しなくなり、前半戦で1勝しかできなかった。このため、江夏豊の助言もあってアウトコースの速球のコントロールを磨く必要を感じ、6月から1カ月半にわたって二軍で調整を続けた。後半戦は7勝を記録するなど復調し、チームはセ・リーグ優勝を果たした。阪急ブレーブスとの日本シリーズでは第3戦に登板し、初回を3者凡退で切り抜けるとペースをつかみ、シリーズ初登板で完投勝利を挙げている。しかし第6戦では福原峰夫に満塁本塁打を打たれるなど、3回途中7失点で敗戦投手になった。チームが日本一となったため、前年のワールド・チャンピオンとして訪日したボルチモア・オリオールズと日米野球で対戦し、第1戦に先発登板してカル・リプケン・ジュニアやエディ・マレーらを6被安打、10奪三振に抑えて完封勝利を収めている。最終戦でも再び先発したが、敗戦投手になった。また、同年に結婚している。
1985年は、右打者のアウトコースをさらに有効に使うためスクリューを習得し、2年ぶりに規定投球回数に達して9勝を記録した。1986年は前年優勝した阪神からの5勝を含め、3年ぶりの2桁勝利となる12勝を記録している。オールスターゲームにも3年ぶりに出場し、広島市民球場で開催された第3戦で先発登板した。なお、腰痛のため日本シリーズには出場できなかった。オフには800万円増の年俸2400万円（推定）で契約を更改した。
1987年は6月6日まで無敗で7連勝を記録するなど好調なスタートを切り、シーズンでは初のリーグ最多奪三振を記録している。1988年はオールスターゲーム第3戦で2番手として登板し、3回を1安打無失点、3奪三振に抑えた。9月に登板した4試合すべてで完投勝利を挙げ、特に9月15日の対巨人戦では1安打完封の好投を見せ、2度目の月間MVPを受賞した。日米野球では第3戦に先発したが、2回4失点で敗戦投手となっている。同年は13勝10敗、防御率2.55（リーグ4位）を記録。1989年も4月に月間MVPに選ばれ、オフを挟んで2カ月連続の受賞となった。同年も12勝7敗と気を吐き、2年ぶりのリーグ最多奪三振を記録した。しかし、翌1990年は勤続疲労のような状態で体が重く本来の投球ができずに苦しみ、11勝13敗と負け越している。
速球とカーブの比率からカーブを見逃されるケースが増えたため、スライダーを覚え、1991年はシーズン通算230奪三振を記録して同年タイトルとして制定された最多奪三振を獲得するなど、チームのリーグ優勝に貢献した。日本シリーズでは前日に佐々岡真司がノックアウトされてターニングポイントとなった第2戦に先発登板し、オレステス・デストラーデに2点本塁打を打たれたものの8回まで被安打3、2失点の内容で勝利投手となっている。監督の山本浩二はシリーズの流れを引き寄せるため、シーズン中は一度もなかった中3日の間隔で川口を第5戦の先発として起用した。川口もこれを意気に感じて104球を投げて8回無失点の好投を見せ、シリーズMVPの最有力候補とも言われた。特に、8回二死満塁の場面で秋山幸二から見逃し三振を奪った速球は二宮清純らから絶賛された。しかしリリーフとして登板した第6戦では同点の6回二死満塁から鈴木康友に2点適時打、第7戦では5回一死三塁から平野謙と田辺徳雄に決勝適時打を打たれている。先発での好投が評価され、シリーズ敢闘賞を受賞した。契約更改では1750万円増の年俸7550万円（推定）となっている。
1992年は自身の現役生活唯一の開幕投手、開幕戦敗北含めて6月まで2勝8敗と成績が低迷し、速球を打たれることが多くシーズンでも6年連続で達成していた2桁勝利が途切れ、オフの契約更改では自身初のダウンとなる350万円減の年俸7200万円（推定）となっている。また、同年は日米野球に出場して第3戦でデーブ・ホリンズとシェーン・マックに本塁打を打たれて敗戦投手となった。1993年は6月に急性左ひじ関節炎で一軍登録を抹消され、シーズン終盤には左手人差し指が血行障害となっている。なお同年にFA権を取得したが、行使せずに年俸8000万円（推定）で契約を更改した。
1994年は開幕から勝ち星を挙げられず7連敗して一時は先発ローテーションを外れるなど成績が低迷したが、7月以降は7勝3敗と調子を取り戻した。一方で、前年に難治性の膵臓ガンで倒れた日野市に住む妻の父の容態が9月に悪化し、東京に移住して看病したいと妻が強く訴えた。川口自身は第二の故郷となった広島に愛着があり、師匠のような存在の大野豊をはじめとする同僚と離れることに抵抗があったという。しかし毎晩のように話し合いを重ね、遠征が続く生活を長年送ってさらに離れて生活したくないと考えたこともあり、悩んだ末に手続きの期限である11月8日の夜になって球団へFA権の行使を連絡した。これは広島の球団史上初のFA権行使となったが、11月10日に川口と会談した広島の球団常務は「気持よく送り出したい」と話し、慰留はしなかった。また、この時点ですでに巨人や阪神が獲得の意志を広島側に伝えている。

#### 巨人時代
プレースタイルなどが知られていないパ・リーグでプレーするメリットなども考え、在京球団であり妻の実家がある日野市から本拠地のある所沢市が比較的近かったこと、さらには先述の社会人時代に可愛がってもらった森繁和が投手コーチとして在籍していた縁もあり、川口は西武ライオンズへ入団する意思をほとんど固めていた（川口のFA権行使が発表されて、いの一番に森から電話がかかり、「おい川口! 西武に来るか?」と問われ、泣くほど嬉しかった川口は「喜んでお願いします! ありがとうございます」と森に返事をした）。ところが後日、川口の幼少期からの憧れの人物である巨人・長嶋茂雄監督から直接誘われたことや、義父が大の巨人ファンであったこと（川口は妻と結婚する際に、「娘の夫がなんでカープのエースなんだ!」と義父に言われたことがある）もあって、巨人に入団した（川口の巨人入りが決まって義父は大変喜んだが、川口の西武入りを確信していた森からは電話で「馬鹿野郎!」と怒鳴られ、しばらく口を利いてもらえなかったという）。巨人側にとっては宮本和知しかいなかった左の先発投手を補強できる点や、前年に巨人から4勝を挙げていた苦手投手との対戦がなくなる点などを評価されていた。なお、広沢克己に続いてFAによる巨人への入団が決まったことで、同じくFA宣言をして去就を取り沙汰された工藤公康の巨人入りの可能性がなくなった事が報じられている。移籍にともない、年俸は2000万円増の1億円（推定）となった。一方で、週刊誌などでは「1桁勝利が3年続いており、FA移籍による高年俸の獲得を狙った」と皮肉的な論調の記事が書かれていた。妻の父は移籍を喜んだ後、1995年の3月に逝去している。
しかし左の先発の柱として期待された1995年は4勝に終わった。特に5月10日の対広島戦（東京ドーム）では5回表無死一塁で正田耕三の一塁線へのバント処理を、一瞬ためらった後にライン上で慌てて拾い上げてフェアにしてしまう判断ミスを犯した。さらに一軍投手コーチの堀内恒夫からは戦力外とも捉えられる言動も受け翌年は二軍スタートとなった、1996年もオープン戦で結果を残し開幕3戦目に先発し9回途中1失点と好投したが、その後は不振の投球で全く勝てず5月に先発ローテーションから外され、6月上旬まで二軍で調整を行なっていた。この間に引退も考えたが、二軍投手コーチの宮田征典に誘われてリリーフに転向した。宮田に声を掛けられる前は練習も午前中で切り上げていたが、気持ちを入れ替えフォームの改造に着手しコントロールが改善、また高齢で球速が著しく落ちていた事もあり前年オフから筋力の部分強化のトレーニングを続けたところ球速が130キロ中盤から10キロ以上も上がった。二軍での好投が認められ一軍に昇格、先発は8月10日の対中日戦が最後となったものの、7月から8月にかけて負け試合の救援登板で安定した投球を見せ、リードしている場面での起用が増えていった。リリーフでは防御率1点台前半の好成績を残し、その頃に抑えのマリオ・ブリトーが攻略されだしたこともあり、バッテリーコーチの山倉和博から抑えで投げてみないかと提案される。投手コーチの堀内恒夫からは猛反対を受けたが好成績を挙げていたこともあり抑えとして登板し、9月24日にはプロ16年目にして初のセーブを記録している。メークドラマに向かって調子を上げたチームにあって同じ左投げの河野博文とともにリリーフの軸となった。10月6日の対中日戦（ナゴヤ球場）では9回裏2死で立浪和義から奪三振を記録し、自身初の胴上げ投手となった。奇しくもこの試合は、ナゴヤ球場での一軍公式戦最終試合であった（中日は翌1997年から本拠地をナゴヤドームに移転するため）。オリックス・ブルーウェーブとの日本シリーズでは第1戦、第2戦、第5戦の3試合に登板。第1試合では斎藤雅が作ったピンチでイチローは抑えたあと、ニールに勝ち越し打を打たれたものの、3試合計4.2回を自責点0で終えている。
1997年からは古傷である腰や左足の痛み肩の違和感などから二軍での調整が増え、趙成珉や小野仁ら若手選手に投球や心構えについての助言を送っていた。1998年シーズン限りで現役引退。引退試合となった10月3日の対戦相手は古巣の広島で、挨拶の際にセレモニーに参加した広島の選手に対して礼を述べた。

### 引退後
引退直後の1999年から東京放送（TBS）の野球解説者とおはようクジラにコメンテーターとしてレギュラー出演し、同局との契約は2009年まで続き、2010年からはCS・ラジオに出演している。また、1998年秋にはNHK教育の趣味悠々に出演し、番組内でイタリア料理を学んだ。1999年には7月31日の広島市民球場における公式戦で始球式を行なった。TBSや同系列の中国放送で野球解説者を務める傍ら、プロ野球マスターズリーグでは札幌アンビシャスに所属した。またタレントとしてテレビやラジオ、俳優としてドラマ、映画にも出演し、趣味である競艇の解説も行ったりするなど様々な方面で活動している。
2005年には故郷の鳥取県で加藤伸一らとともに社会人野球クラブチームの設立に携わり、12月8日に鳥取キタロウズ（後に鳥取Pear Kings）が誕生すると総監督に就任した。1年間務めた後、解説者などの仕事との両立が難しく十分に指導する時間が取れないとして辞任を申し出た。球団からは慰留されたが2007年1月に了承され、関係者からはチームを盛り上げたことを感謝されている。
2009年、2010年には巨人の宮崎春季キャンプにて臨時投手コーチを務め、2011年シーズンより一軍投手総合コーチに就任した。2014年10月19日に一軍投手総合コーチの退任と非常勤でのフロント（編成部）入りが発表された。2015年からは巨人編成部に在職の立場でTBSラジオ・TBSテレビ（主に衛星波のBS-TBS・TBSチャンネル向けの放送）の解説者に復帰した。TBSラジオが野球中継から撤退した2018年から、引き続き同局が裏送りで制作するDeNA主催の中継でCBCラジオ・中国放送などに出演している。また、ロッテ・西武主催試合では文化放送およびニッポン放送制作のRKBラジオ・HBCラジオへの裏送り中継にも出演、2021年に実母の死去に伴い親戚が集まった際、鳥取への帰郷を勧められたことがきっかけで、2021年年末より故郷・鳥取市に一家で移住する。移住後「とっとりへウェルカニスポーツ総合アンバサダー」に就任。これまでも行っていた解説もしつつ、鳥取にて野球指導と未経験だった農作業に従事し米作を行っている。

## 選手としての特徴
一番得意な球種は速球で、そこに同じフォームで投げるカーブやスライダーを加えるという投球スタイルが基本だった。プロ入り直後に安仁屋宗八から助言を受け、右打者はインコースのクロスファイヤーへの対応を第一に考えてくるので、そこに力のある速球を投げられれば抑える、と考えるようになった。体から近くバットの芯に当たりにくいインハイを突くためにグリップのやや下を狙って投げ、打者が手を出す範囲で最も厳しいコースを突こうとしていた。インハイでファウルを打たせられれば、アウトローの緩い変化球で三振を楽にとれたという。一方、左打者の場合はアウトコースに目標物がなくて細かい制球が難しいため、インコースへの制球により気を使った。
制球を改善するとともに球種を見破られないようにするため、リリースポイントを一定に保つ事を重視していた。腕の振りが速球とカーブやスライダーで全く変わらないため、打者が打ちにくいだけでなく捕手もキャッチングが難しかったという。このため巨人ではノーサインで川口の投球を捕れる達川光男のような捕手がおらず、空振りを取ってもパスボールになることも数回に上った。
その達川とはバッテリーを組み始めた頃は全く息が合わず、気分が乗らず試合開始直後にサインに3回連続で首を振って達川を怒らせた事もあったが、投手が塁に出ても牽制球を投げたりする川口の独特のリズムを尊重し、打者の弱点を攻めるよりも投げやすさを重視するようになって相性が良くなったという。このようにムラッ気があり、なんでもないような打者に簡単に四球を出す事がある一方で、強打者に対しては非常に気持の入った投球をして抑えていたという。コントロールが良くないこともあり、2ストライクまでは捕手に大きく構えてもらい、追い込んでからはコースに体ごと構えさせて集中力を高めて勝負に行っていた。
現役引退後のインタビューにて、ドーム球場での登板は好きでは無かった事を告白しており、その中でも特に福岡ドームは苦手としていたという。その理由として川口自身はアウトコースのストレートを生命線としており、これを出し入れする事で主導権を握っていくスタイルを取っていたが、「福岡ドームは暗い上にマウンドが高いから18.44メートルの距離感がなかなか掴めない。そのためアウトコースのストレートの軌道が安定しない」との事であった。現に1994年5月18日に福岡ドームで行われた巨人戦に先発出場した際は2回途中3失点で早々に降板しており、苦戦していた。奇しくもこの日は巨人の先発である槙原寛己が日本プロ野球史上15人目となる完全試合を達成している。
また、三振か四球かの投球が持ち味だった。

### 球種
速球については140km/h台の球速やコースよりも、思い切り握ってスピンを利かせて手元で伸びるようにする事を心がけたという。速球にキレがあるため、狙った場面で確実に三振を取る力があり、1987年、1989年、1991年の3回にわたってセ・リーグ最多奪三振を記録している。下半身を粘らせ球持ちを長くして顔の前でリリースするようなイメージで投げ、打者からはノビがあって球速以上に速く見えるといわれた。このために腰を中心に体を縦に回転させ、体の前で速く腕を振って肘を前に出しながら投げた。
現役だった1980年代から1990年代は後年と違い、速球のキレと球威があれば変化球に多少難があっても打者を打ち取れた、と語っている。右打者に対しては、カウントを稼ぎたい時に手を出しやすくするために、あえて肘を下げて上下の角度をなくして球の出どころを見やすくして投げることもあった。また、左打者に対してはリリースの際に中指だけにボールを乗せるような投げ方で微妙なシュート回転をかけ、内角に食い込ませることも多かった。
少年時代に目標としていた新浦壽夫の影響でまずカーブを覚え、続いてスライダー、プロ入り後に縦の変化球としてフォークボールやスクリューなど、研究熱心で2、3年ごとに新しい球種を習得していた。なお、実戦で投げることが変化球の上達には最も重要で、例えばフォークボールは対ヤクルト戦の大杉勝男の打席で初めて投げたという。
カーブは手の平とボールを離す特徴的な握り方で、リリースの際に中指でボールを潰すような感覚で投げるとスピンのかかりが良かったという。軸足でタメを作る事が重要で、現役晩年はカーブの曲がりが悪化していた。リリースポイントの位置を変えることで、速いカーブと遅いカーブの2種類を投げ分けていた。左打者に対しては、内角に投げると頭の上で消えるような軌道だったという。
スライダーはカーブと同じ握りで手の平をボールに付け、離す瞬間に手首を斜めに向ける以外は速球と同じフォームだった。打者からは、速球と同じ軌道から曲がって消えるように見えていたという。試合で初めて試した時は達川に酷評されたが、徐々に改善することができた。この球種を習得したことで1991年はリーグトップの230奪三振を記録したが、その後は変化量が落ちていった。左打者には主にアウトコースに投げて三振を取りに行ったが、野村謙二郎との対戦をきっかけに意表を突くためインコースにも投げるようになった。
スクリューボールはフォークボールをベースにしており、リリースの際にボールが曲げた人差し指に引っかって外に逃げながら落ちていた。また、中指は縫い目にかけなかったという。右打者に対しては有効だったが左打者には通用しなかったため、シュートを習得した。速球から少しだけ変えた握りで投げて変化量はわずかだったが、左打者に対しては狭い角度で入ってくるため内角に投げると打球が詰まらせる効果があり、カーブとの組合せが効果的だった。

### 制球
コントロールが悪かったため、上半身をブレさせないよう下半身でリズムを取ることを意識していた。シーズン最多暴投を記録したほか、1994年には通算暴投数のセ・リーグ記録（従来は権藤正利の69）を更新している。一方、四球を含めて球数が多いもののリズムが良いため試合時間は短く、守備についている野手の集中力が切れなかったという。落合博満からは、10四球を出して150球以上投げても完投勝利を挙げるようなタイプと評されている。
四球を続けて満塁になって次の打者にも3ボール0ストライクとなるような事も少なくなかったが、そこからは粘り強く点を簡単に与えないなど、普通の打者とは四球の意味が違うと達川光男は語っている。また、一般的に投手が不利とされる3ボール2ストライクや3ボール1ストライクのボールカウントを非常にうまく使うと評されていた。打者が高確率で打ってくるこれらのカウントでも腕をしっかり振って投げるため、ボール球でもスイングさせたり、甘いコースでも力が入って打ち損じとなる事があったという。

### 先発
1年間を通じて先発ローテーションを守るため、体力をつけるとともに二軍での調整も視野に入れて不調の時期をなるべく短くすることを心がけていた。毎年2桁勝利を挙げることを先発のノルマとして捉え、ペナントレースが6カ月のため毎月2勝という目標をクリアするために月の初めの登板で勝つことに全力を注いだ。ここで勝つと残りの試合は非常に気が楽になったという。
先発では完投を常に念頭に置き、5回までは全力で投げて以降は毎回先頭打者を出さないよう注意し、8、9回は1人ずつ抑えていく事を重視していたという。打者1巡目は速球を軸にカウントを整えて2巡目はカーブに切り替え、持ち球の中で比重を変えながら配球を組み立てていた。また、先頭打者については試合を通じて出塁を防ぐことを意識していた。立ち上がりを苦手として3回までに何度もピンチとなったが、そこを乗り越えるとスムーズに勝利に向かうことが多かったという。
巨人移籍後に先発を外れた時は現役を辞めようとも思い、リリーフ転向後も1球ずつ全力で投げるなどのリズムをつかむのに1カ月かかった。「警戒する打者にはボール球で入って、四球になれば次の打者と勝負」という先発での投球スタイルが通じないため、苦手な打者でも大胆に勝負する事を心がけたという。また、宮田征典の指導で歩幅を短くして軸を作るフォームにしたところ制球が良くなり、打者の狙うコースの近くを狙って球数を減らすような投球スタイルに変化した。負け試合を整えていくことは難しかったが、中継ぎや抑えを経験したことは長期的にプラスになったという。

### 落合博満との対戦
落合博満との対戦成績は118打数32安打で、打率.271、6本塁打、15打点と特別に良くはなかったが、落合からは「プロで唯一の精神的な天敵」というほどの苦手意識を持たれていた。ボールを呼び込む打撃スタイルが左投手と相性が悪かったことに加え、速球のキレとコントロールの水準が一試合を通じて高く、投球パターンを研究しても投球の途中で球種を変えられてしまい、深く考えず本能的に立ち向かうしかなかったという。また川口が全盛期にイチローと対戦していれば、シーズンを通じて抑えられる可能性が最も高い投手だっただろう、と語っている。
一方、川口自身も落合との対戦は一試合を通じた駆け引きなどが非常に面白かったと述べている。普通に勝負すると打たれるため、一球一球を大事にして伏線を使いながら抑えようとし、勝負の過程を互いに堪能していた。

## 記録など
広島時代は巨人キラーとしても活躍、対巨人戦33勝31敗を記録している。対巨人戦で30勝以上している投手のうち勝ち越しを記録している選手は星野仙一、平松政次、川口の3人だけである。同時に阪神キラーでもあり、1983年には阪神戦3試合連続完封勝利を記録、1987年は5勝0敗、1988年は5勝1敗の好成績を記録するなど、広島時代だけで巨人戦を上回る通算34勝（21敗）を記録した。また巨人移籍後に阪神から2勝を記録しており、対阪神戦の生涯成績は36勝21敗となる。

## 詳細情報

### 年度別投手成績
| 年 度      | 球 団      | 登 板 | 先 発 | 完 投 | 完 封 | 無 四 球 | 勝 利 | 敗 戦 | セ 丨 ブ | ホ 丨 ル ド | 勝 率 | 打 者 | 投 球 回 | 被 安 打 | 被 本 塁 打 | 与 四 球 | 敬 遠 | 与 死 球 | 奪 三 振 | 暴 投 | ボ 丨 ク | 失 点 | 自 責 点 | 防 御 率 | W H I P |
| ---------- | ---------- | ----- | ----- | ----- | ----- | -------- | ----- | ----- | -------- | ----------- | ----- | ----- | -------- | -------- | ----------- | -------- | ----- | -------- | -------- | ----- | -------- | ----- | -------- | -------- | ------- |
| 1981       | 広島       | 7     | 0     | 0     | 0     | 0        | 0     | 1     | 0        | --          | .000  | 44    | 11.0     | 8        | 3           | 5        | 0     | 0        | 12       | 0     | 0        | 7     | 7        | 5.73     | 1.18    |
| 1982       | 広島       | 15    | 11    | 1     | 1     | 0        | 4     | 5     | 0        | --          | .444  | 301   | 69.2     | 57       | 1           | 34       | 0     | 1        | 50       | 3     | 0        | 23    | 15       | 1.94     | 1.31    |
| 1983       | 広島       | 33    | 32    | 14    | 4     | 0        | 15    | 10    | 0        | --          | .600  | 920   | 218.2    | 189      | 23          | 104      | 1     | 8        | 166      | 2     | 1        | 87    | 71       | 2.92     | 1.34    |
| 1984       | 広島       | 24    | 22    | 5     | 1     | 0        | 8     | 6     | 0        | --          | .571  | 522   | 123.1    | 110      | 16          | 59       | 0     | 3        | 104      | 5     | 0        | 64    | 58       | 4.23     | 1.37    |
| 1985       | 広島       | 31    | 21    | 5     | 2     | 0        | 9     | 9     | 0        | --          | .500  | 627   | 143.2    | 150      | 15          | 62       | 3     | 2        | 116      | 4     | 0        | 73    | 70       | 4.39     | 1.48    |
| 1986       | 広島       | 24    | 24    | 6     | 1     | 0        | 12    | 9     | 0        | --          | .571  | 711   | 164.2    | 153      | 17          | 63       | 7     | 2        | 145      | 6     | 0        | 61    | 55       | 3.01     | 1.31    |
| 1987       | 広島       | 27    | 27    | 8     | 2     | 0        | 12    | 11    | 0        | --          | .522  | 756   | 183.1    | 154      | 21          | 62       | 8     | 2        | 184      | 1     | 0        | 67    | 60       | 2.95     | 1.18    |
| 1988       | 広島       | 27    | 25    | 8     | 2     | 1        | 13    | 10    | 0        | --          | .565  | 794   | 190.2    | 155      | 15          | 72       | 4     | 7        | 179      | 11    | 0        | 61    | 54       | 2.55     | 1.19    |
| 1989       | 広島       | 26    | 26    | 11    | 2     | 1        | 12    | 7     | 0        | --          | .632  | 851   | 208.1    | 167      | 18          | 73       | 8     | 6        | 192      | 8     | 0        | 65    | 58       | 2.51     | 1.15    |
| 1990       | 広島       | 29    | 29    | 11    | 2     | 0        | 11    | 13    | 0        | --          | .458  | 895   | 208.2    | 187      | 26          | 87       | 3     | 5        | 180      | 6     | 0        | 101   | 92       | 3.97     | 1.31    |
| 1991       | 広島       | 29    | 29    | 8     | 2     | 0        | 12    | 8     | 0        | --          | .600  | 840   | 205.0    | 169      | 16          | 82       | 4     | 3        | 230      | 10    | 0        | 70    | 66       | 2.90     | 1.22    |
| 1992       | 広島       | 26    | 26    | 9     | 2     | 1        | 8     | 12    | 0        | --          | .400  | 766   | 183.0    | 168      | 18          | 65       | 0     | 2        | 156      | 5     | 0        | 79    | 68       | 3.34     | 1.27    |
| 1993       | 広島       | 25    | 25    | 7     | 3     | 0        | 8     | 11    | 0        | --          | .421  | 722   | 162.2    | 167      | 15          | 74       | 2     | 3        | 128      | 5     | 0        | 71    | 64       | 3.54     | 1.48    |
| 1994       | 広島       | 27    | 22    | 3     | 1     | 0        | 7     | 10    | 0        | --          | .412  | 631   | 139.1    | 142      | 18          | 93       | 1     | 1        | 96       | 5     | 0        | 74    | 73       | 4.72     | 1.69    |
| 1995       | 巨人       | 17    | 17    | 2     | 0     | 0        | 4     | 6     | 0        | --          | .400  | 396   | 91.2     | 90       | 12          | 37       | 1     | 3        | 66       | 2     | 0        | 47    | 45       | 4.42     | 1.39    |
| 1996       | 巨人       | 29    | 11    | 0     | 0     | 0        | 1     | 4     | 3        | --          | .200  | 331   | 76.1     | 68       | 8           | 33       | 5     | 6        | 62       | 4     | 0        | 28    | 25       | 2.95     | 1.32    |
| 1997       | 巨人       | 22    | 0     | 0     | 0     | 0        | 3     | 3     | 1        | --          | .500  | 81    | 16.1     | 23       | 3           | 7        | 0     | 1        | 17       | 1     | 0        | 20    | 18       | 9.92     | 1.84    |
| 1998       | 巨人       | 17    | 0     | 0     | 0     | 0        | 0     | 0     | 0        | --          | ----  | 62    | 13.2     | 15       | 1           | 9        | 1     | 0        | 9        | 1     | 1        | 8     | 7        | 4.61     | 1.76    |
| 通算：18年 | 通算：18年 | 435   | 347   | 98    | 25    | 3        | 139   | 135   | 4        | --          | .507  | 10250 | 2410.0   | 2172     | 246         | 1021     | 48    | 55       | 2092     | 79    | 2        | 1006  | 906      | 3.38     | 1.32    |

- 各年度の太字はリーグ最高

### タイトル
- 最多奪三振：3回（1987年、1989年、1991年）※セントラル・リーグでは1990年までは連盟表彰なし。1991年より表彰。

### 表彰
- 月間MVP：3回（1983年6月、1988年9月 投手部門：1989年4月）
- 優秀JCB・MEP賞：1回（1989年）
- 日本シリーズ敢闘賞：1回（1991年）

### 記録
初記録
- 初登板：1981年4月10日、対中日ドラゴンズ1回戦（ナゴヤ球場）、6回裏に4番手で救援登板・完了、3回3失点
- 初奪三振：同上、7回裏に平野謙から
- 初先発・初勝利：1982年7月15日、対横浜大洋ホエールズ14回戦（横浜スタジアム）、6回1失点
- 初完投勝利・初完封勝利：1982年9月2日、対中日ドラゴンズ24回戦（広島市民球場）
- 初セーブ：1996年9月24日、対広島東洋カープ26回戦（東京ドーム）、7回表に2番手で救援登板・完了、3回無失点

節目の記録
- 1000投球回：1988年7月7日、対阪神タイガース13回戦（広島市民球場）、5回表3死目に達成
- 1000奪三振：1989年6月8日、対ヤクルトスワローズ10回戦（広島市民球場）、2回表に角富士夫から ※史上79人目
- 1500投球回：1990年9月22日、対読売ジャイアンツ24回戦（東京ドーム）、6回裏2死目に達成
- 100勝：1991年6月16日、対読売ジャイアンツ14回戦（広島市民球場）、完封勝利 ※史上102人目
- 1500奪三振：1991年9月7日、対読売ジャイアンツ23回戦（東京ドーム）、4回裏に岡崎郁から ※史上34人目
- 2000投球回：1993年7月15日、対読売ジャイアンツ16回戦（札幌市円山球場）、3回裏3死目に達成 ※史上71人目
- 2000奪三振：1995年9月27日、対横浜ベイスターズ10回戦（東京ドーム）、3回表に波留敏夫から ※史上14人目

その他の記録
- オールスターゲーム出場：6回（1983年、1986年 - 1990年）

### 背番号
- 34（1981年 - 1994年）
- 25（1995年 - 1998年）
- 71（2011年 - 2014年）

## 関連情報
連載
- コラム「川口和久のスクリューボール 斬り込む自在の野球論」（週刊ベースボール、2017年4月 - ）
- 川口和久WEBコラム（週刊ベースボールONLINE、2018年5月 - ）

著書
- 『投球論』（1999年9月20日、講談社現代新書） ISBN 4061494600
- 『反逆の左腕』（2001年8月、ネコ・パブリッシング） ISBN 4873662419

DVD
- 川口和久の右脳的ピッチング術（スポーツDVDのRealStyle） JAN 4562277739756

出演番組
- SAMURAI BASEBALL（地上波は1999年から2009年まで、2010年と2015年以降はTBSニュースバード→TBSチャンネル・BS-TBSの横浜ベイスターズ～横浜DeNAベイスターズホームゲーム中継や読売ジャイアンツビジターゲーム中継やパシフィック・リーグ球団ホームゲーム中継のみの出演。また年度により中国放送など系列局の中継にも出演）
- TBSラジオ エキサイトベースボール（1999 - 2010年、2015 - 2017年）
- RCCカープナイター（関東圏の試合でのTBSラジオ〈2018年からはDeNA主催のみ〉・ニッポン放送〈2019年の西武主催〉からの裏送りおよびRCCの自社制作を中心に出演するが、2004 - 2006年頃にはホームゲームや関東圏以外のビジターゲームでのRCCの自社制作時にも出演）
- HBCファイターズナイター（2003年 - 2006年。それ以後も関東圏の試合でのTBSからの裏送り時に出演）
- CBCドラゴンズナイター（自社制作での出演は2018年から増加。それ以前にもTBSからの裏送り時を中心に出演）
- RKBエキサイトホークス（関東圏の試合で2017年まではTBSラジオからの、2018年からは文化放送・ニッポン放送からの裏送り時に出演）
- BS12 プロ野球中継（2019年3月22日のソフトバンク対広島戦の副音声で初出演）
- 関口宏の東京フレンドパークII（1996年、1999年）
- TBS系ドラマ「ビッグウイング」（2001年）第2話ゲスト
- 東映系映画「走れ!イチロー」（2001年）- 早川圭 役
- 競馬場の達人（2010年7月11日放送）
- 爆報! THE フライデー（TBS系、2018年3月2日）[95]
- プロ野球みんなが知らないおカネの話3 ～グランドにはゼニが埋まっている!?スペシャル～（BSスカパー!、2018年9月28日）
- おびわんっ!（日本海テレビ、2023年4月10日 - 2024年3月29日） - 月曜ゲスト
- One（日本海テレビ、2024年7月1日 - ） - 月曜ゲストコメンテーター